# Saint-Cyr-du-Bailleul
Saint-Cyr-du-Bailleul település Franciaországban, Manche megyében. Lakosainak száma 349 fő (2022. január 1.). Saint-Cyr-du-Bailleul Barenton, Saint-Georges-de-Rouelley, Mantilly, Saint-Mars-d’Égrenne és Le Teilleul községekkel határos.

## Népesség
A település népessége az elmúlt években az alábbi módon változott:
| Lakosok száma | 699  | 625  | 490  | 428  | 401  | 393  | 399  | 369  | 354  | 349  |
|               | 1968 | 1982 | 1990 | 2006 | 2013 | 2015 | 2017 | 2019 | 2020 | 2022 |